# Juglandales
Las Juglandales eran un orden de plantas de flor utilizado en el sistema Cronquist. Se consideraban cercanas a las Fagales, porque tiene flores pequeñas, unisexuales, y agrupadas en amentos (las masculinas), además presenta igual distribución de brácteas y bracteolas; periantio pequeño; gineceo supero bicarpelar y fecumdación por chalazogamia. Sin embargo las plantas más parecidas, son las Julianaceae, que están dentro de Sapindales, se diferencia de las Fagales, por las hojas siempre compuestas, y por ser siempre plantas aromáticas. Gran controversia en la interpretación de las flores y frutos. Fruto en drupa procedente de un gineceo ínfero, otros lo interpretan como semiínfero, considerando que la envuelta carnosa es un hipanto.
En las clasificaciones modernas se considera parte de las Fagales.
- Datos: Q2697385